# غويا جوميز
غويا جوميز هي سياسية وممثلة فلبينية، ولدت في 20 أبريل 1942 في باكولود في الفلبين.